# Ogiński (herb książęcy)
Ogiński – polski herb książęcy, odmiana herbu Brama i Pogoń Ruska.

## Opis herbu

### Opis historyczny
Juliusz Ostrowski blazonuje herb następująco:

Na tarczy ściętej w polu górnem czerwonem – na siwym koniu w lewo jeździec zbrojny, kopią przebijający smoka; w dolnem błękitnem – na belce poprzecznej czerwonej, w obu końcach ułamanej w kliny wygięte na zewnątrz – krzyż srebrny z wierzchołkiem rozdartym. Tarcza okryta płaszczem książęcym z mitrą.

### Opis współczesny
Opis skonstruowany współcześnie brzmi następująco:
Na tarczy dwudzielnej w polu górnym czerwonym; godło Pogoni Ruskiej srebrnej, w polu dolnym; godło Bramy.
Całość otacza płaszcz heraldyczny, podbity gronostajem.
Płaszcz zwieńcza mitra książęca.

## Geneza
Herb należy do min. do Ogińskich, którzy jako kniaziowie są cytowani w aktach urzędowych od 1547 roku oraz w metryce koronnej z 1628 roku (folio 10). Wywodzą się z Kozielska i pochodzą od kniaziów Koraczewskich wraz z rodziną Puzynów. Według części heraldyków, obie rodziny pochodziły od czernihowskiej gałęzi Koraczewskich. Przeciw tej teorii stoi Józef Wolff, twierdząc przy tym, że na podstawie fałszywej informacji ustaliła się wersja, w której kniaź Tytus Fedorowicz Kozielski, potomek książąt czernichowskich, miał być protoplastą tych rodzin. Uważa również, że Ogińscy i Puzynowie są Rurykowiczami i pochodzą od kniazia Hłazny z Hłuszowa, osiadłego w XV stuleciu na smoleńszczyźnie. Akta i kroniki z XV wieku wspominają licznych kniaziów, posiadających przydomki Hłazyna i Hłuszonok, osiedlonych w smoleńszczyźnie. Z nich kniaź Iwan Wasilewicz Hłazynicz, który ponadto nosił przydomek (Puzyna), jest protoplastą obu rodzin: Ogińskich i Puzynów. Jego starszy syn, Dymitr Hłuszonok otrzymał miejscowość Oginty w roku 1486 i stał się protoplastą Ogińskich. A młodszy syn, Iwan, zachował przydomek Puzynin i stał się protoplastą Puzynów. Jedna gałąź rodziny Ogińskich otrzymała przyznanie tytułu kniaziowskiego w Królestwie Polskim w 1821 roku, a książęcego w Rosji, 3 kwietnia 1868 roku.
W herbarzu Kaspra Niesieckiego nazwą Ogiński został określony obecnie znany herb Brama, oznacza to, że prawdopodobnie Ogińscy i Puzynowie jeszcze wtedy nie posiadali owego herbu.

## Herbowni
Lista herbownych w artykule sporządzona została na podstawie wiarygodnych źródeł, zwłaszcza klasycznych i współczesnych herbarzy. Należy jednak zwrócić uwagę na częste zjawisko przypisywania rodom szlacheckim niewłaściwych herbów, szczególnie nasilone w czasie legitymacji szlachectwa przed zaborczymi heroldiami, co zostało następnie utrwalone w wydawanych kolejno herbarzach. Identyczność nazwiska nie musi oznaczać przynależności do danego rodu herbowego. Przynależność taką mogą bezspornie ustalić wyłącznie badania genealogiczne.

Pełna lista herbownych nie jest dziś możliwa do odtworzenia, także ze względu na zniszczenie i zaginięcie wielu akt i dokumentów w czasie II wojny światowej (m.in. w czasie powstania warszawskiego w 1944 spłonęło ponad 90% zasobu Archiwum Głównego w Warszawie, gdzie przechowywana była większość dokumentów staropolskich). Lista nazwisk znajdująca się w artykule pochodzi z Herbarza polskiego, Tadeusza Gajla  (2 nazwiska). Występowanie na liście nazwiska nie musi oznaczać, że konkretna rodzina pieczętowała się herbem Ogiński. Często te same nazwiska są własnością wielu rodzin reprezentujących wszystkie stany dawnej Rzeczypospolitej, tj. chłopów, mieszczan, szlachtę. Jest to dotychczas najpełniejsza lista herbownych, uzupełniana ciągle przez autora przy kolejnych wydaniach Herbarza. Tadeusz Gajl wymienia następujące nazwiska uprawnionych do używania herbu Ogiński:

Ogiński, Puzynowicz

## Galeria

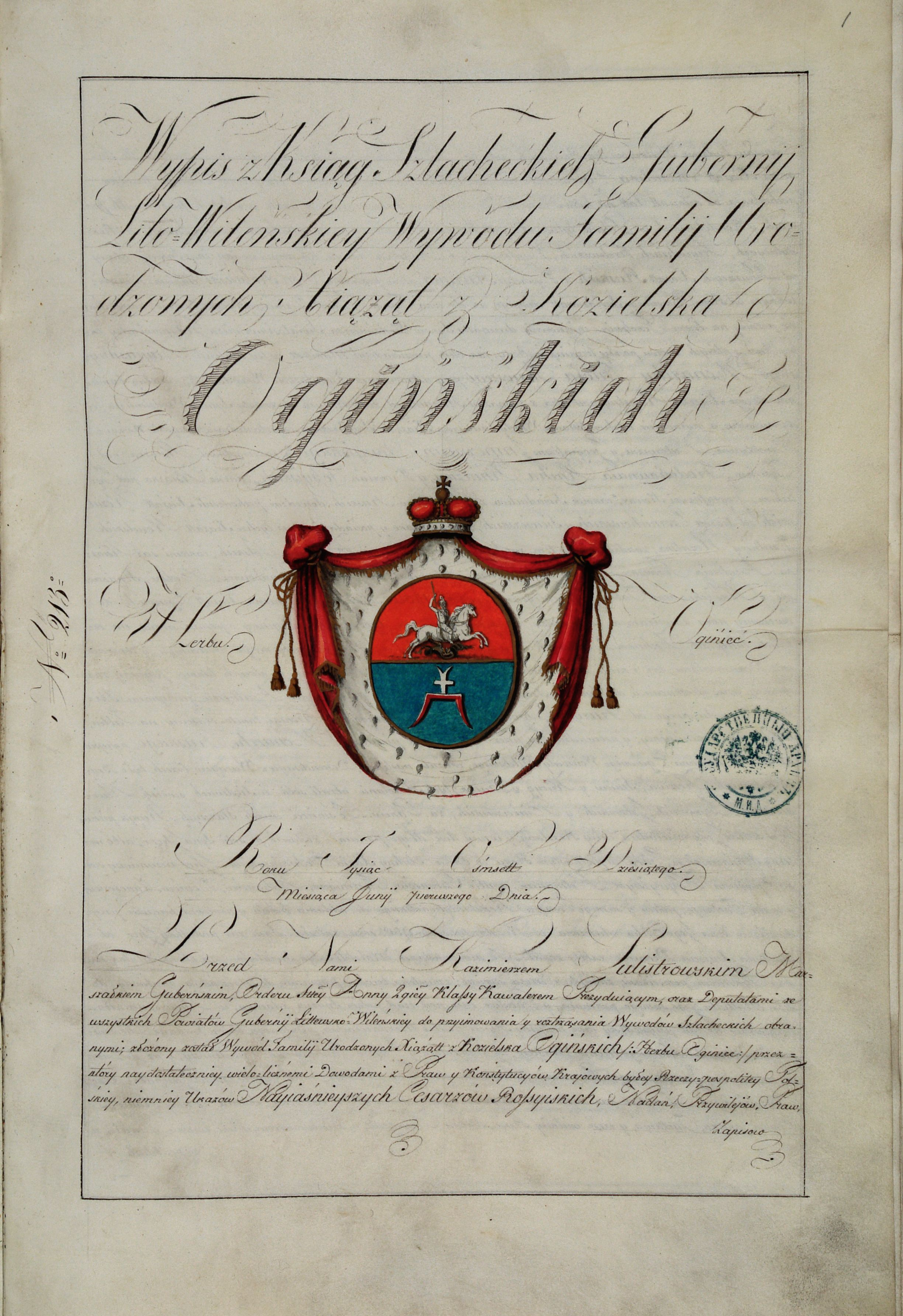
Herb Ogiński, wypis z ksiąg gubernii wileńskiej (1810)
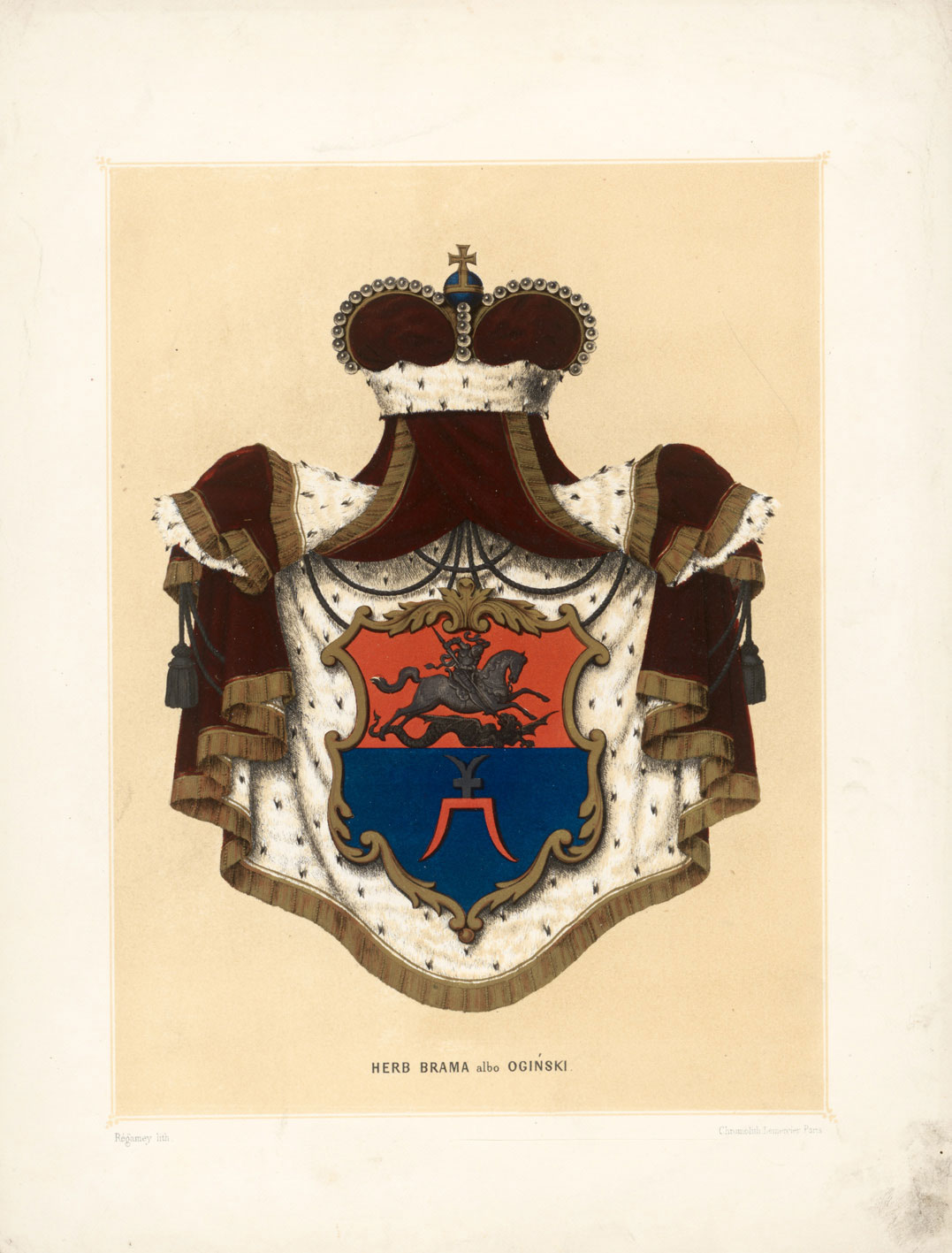
Wizerunek herb Ogiński z Herbarza Starodawnej Szlachty... (1858)
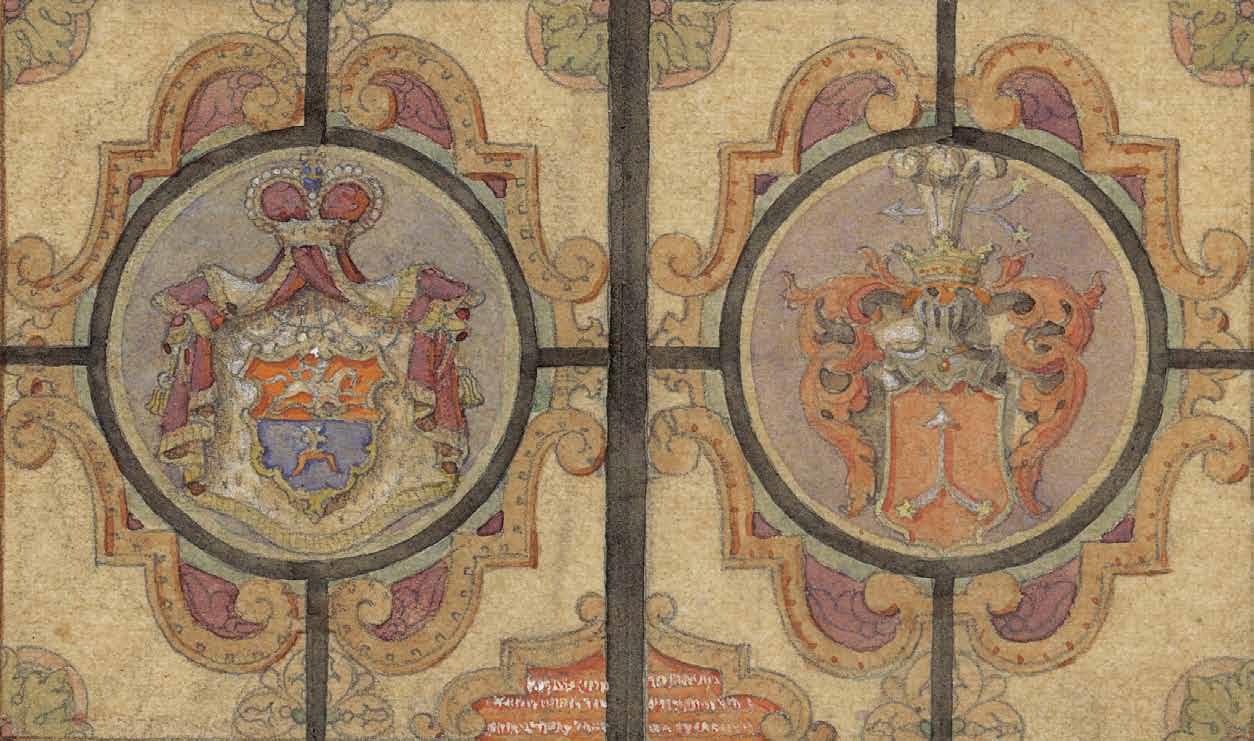
Wizerunek herbu z kościoła św. Jana Chrzciciela i św. Jana Apostoła i Ewangelisty w Wilnie (1861)
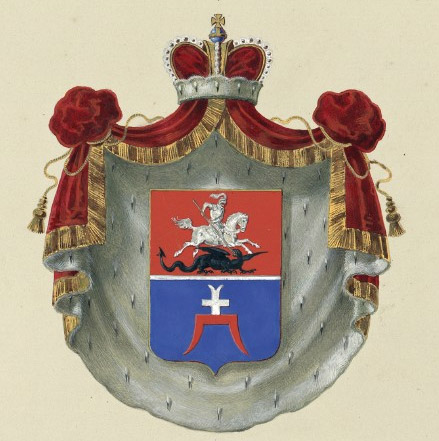
Ogiński z jednego z herbarzy Imperium Rosyjskiego (1914)
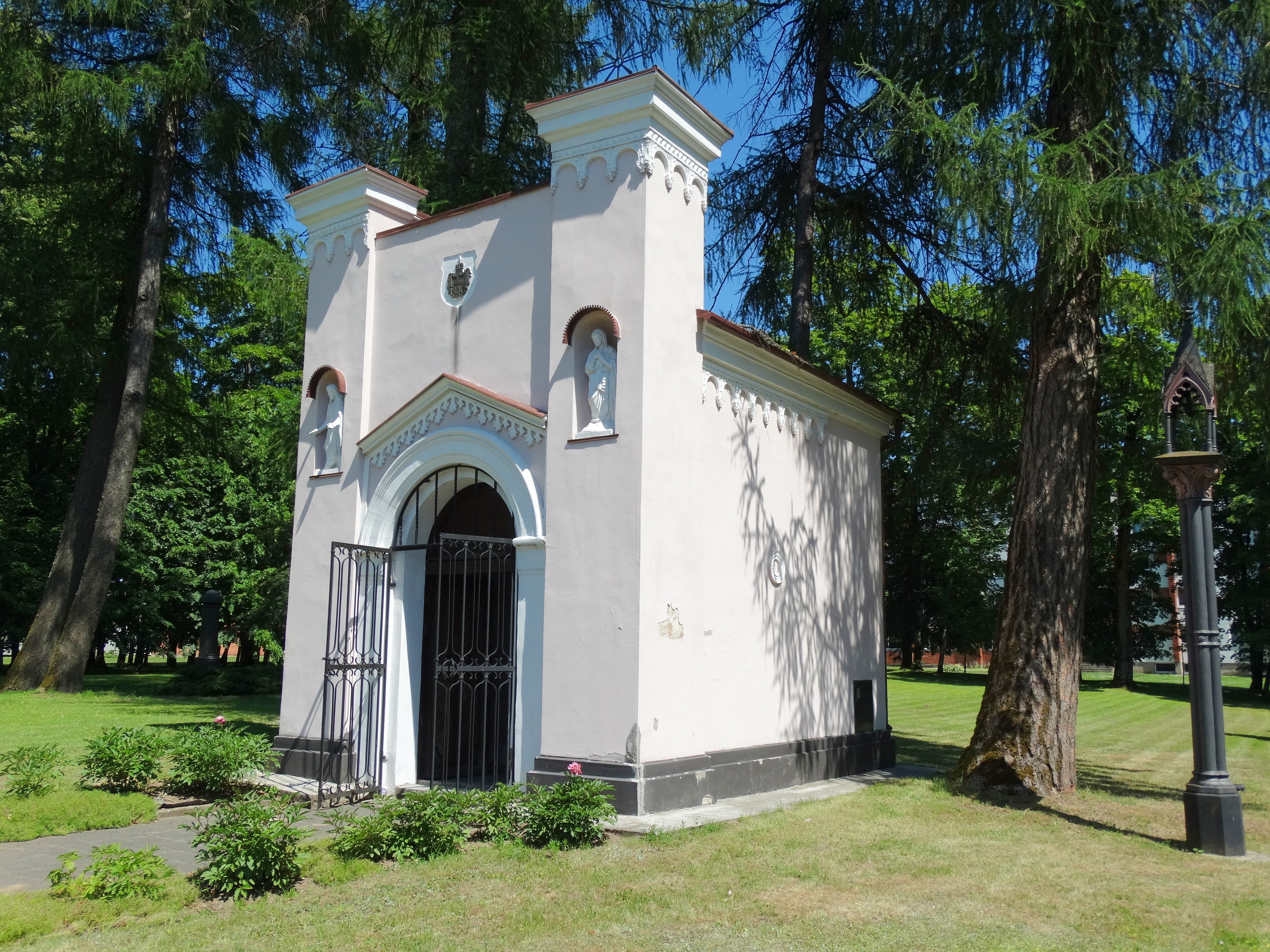
Herb Ogiński nad wejściem do kaplicy rodziny Ogińskich

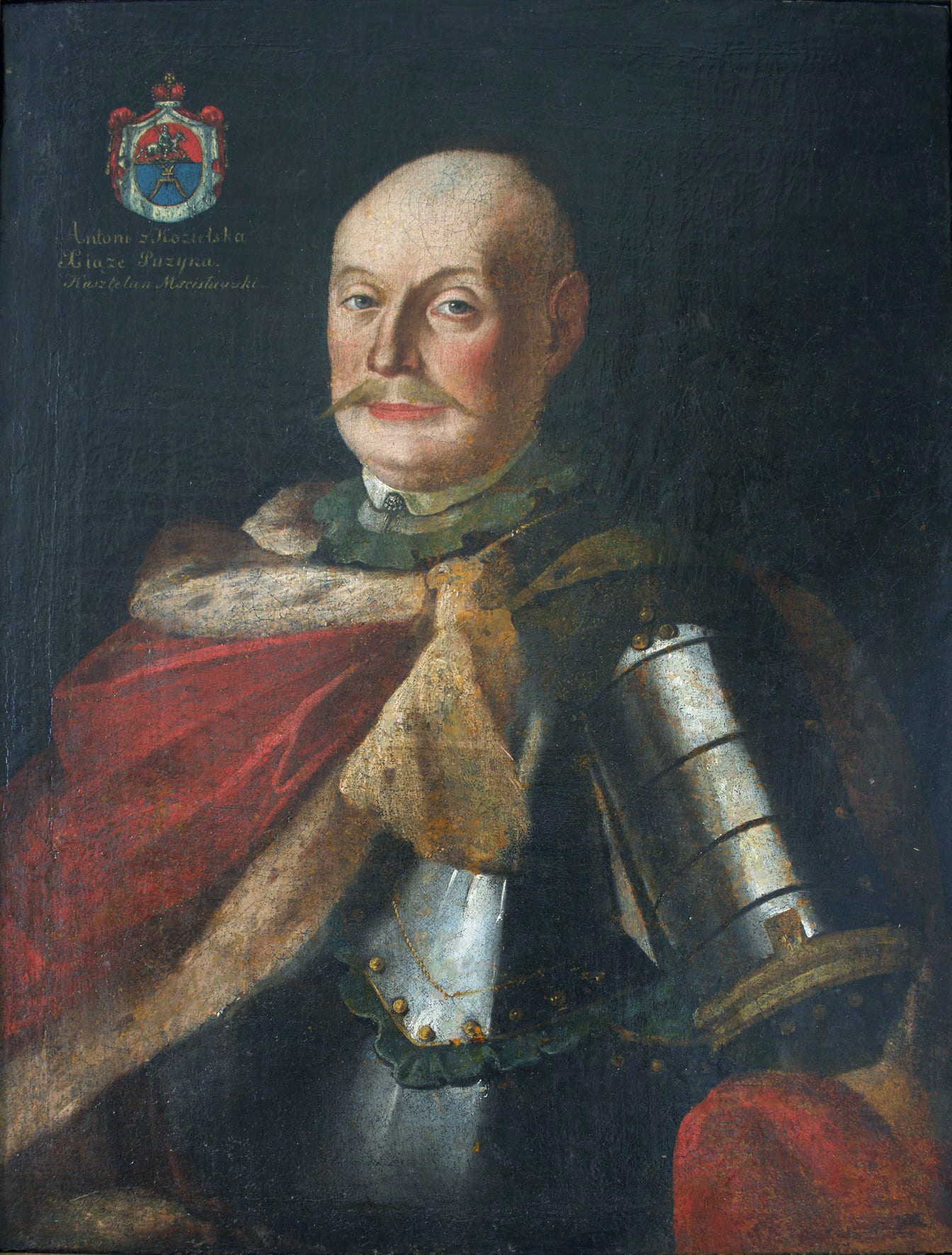
Portret Antoniego Michała Puzyny z herbem Ogiński (XVIII w.)
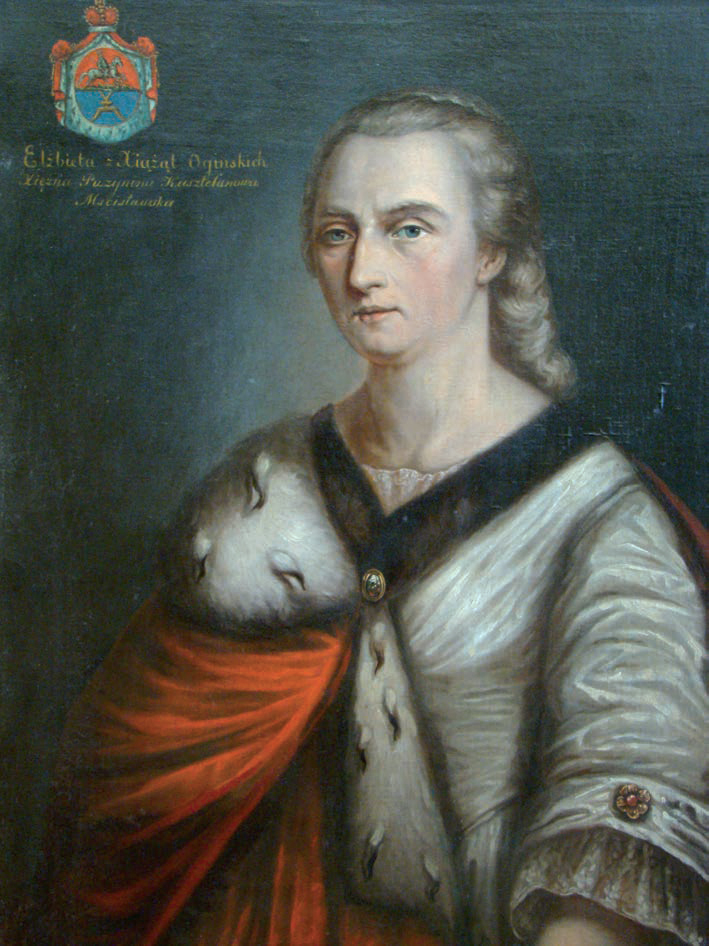
Portret Elżbiety Puzyna z herbem Ogiński (XVIII w.)
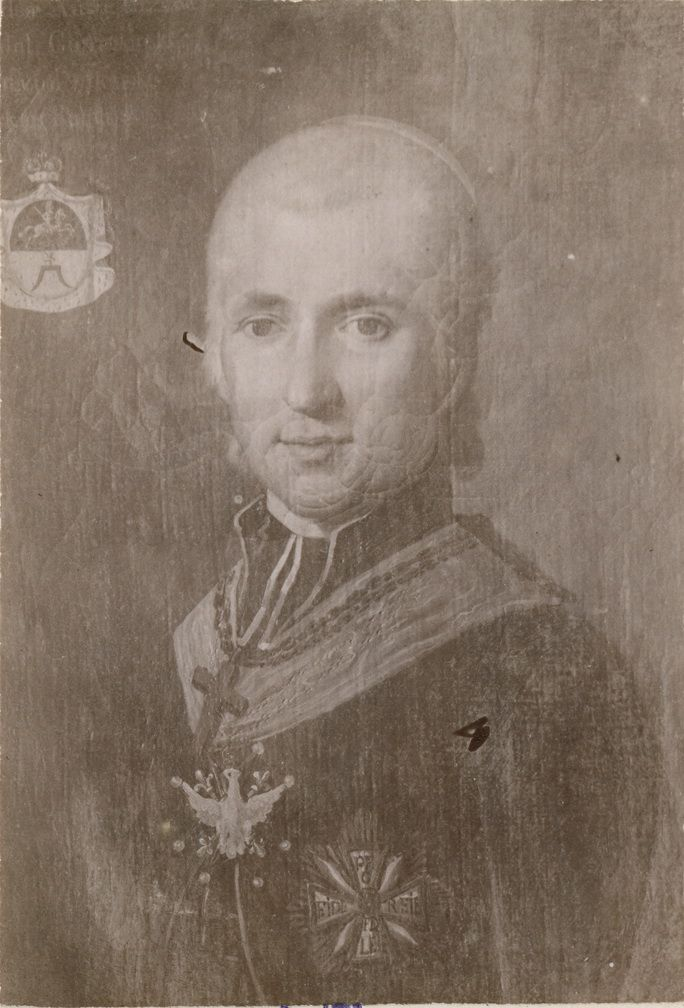
Portret Józefa Dominika Puzyny z herbem Ogiński (XVIII w.)
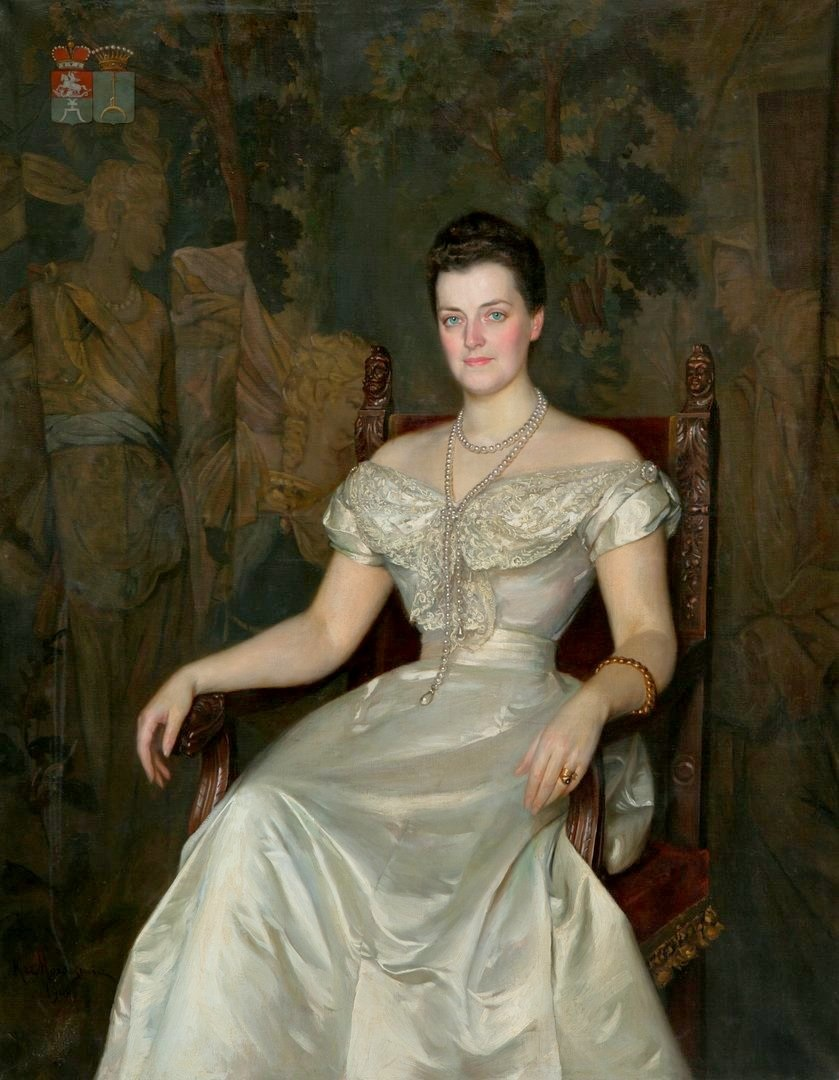
Portret Marii Teresy ze Skórzewskich Ogińskiej z herbem Ogiński (XX w.)